# D.O.P. (danceact)
D.O.P. (Dance Only Productions) was een Britse danceact die actief is geweest op het gebied van progressive house. De groep bestond uit Kevin Hurry  en Kevin Swain. De groep was tussen 1991 en 1994 actief en maakte twee albums.

## Geschiedenis
Swain en Hurry ontmoetten elkaar in het nachtleven in Londen aan het einde van de jaren tachtig. Ze debuteren als dj's tijdens de Raid club avonden die in die jaren worden georganiseerd. In 1991 maken ze de single Future Le Funk. Deze single is deels gebaseerd op een sample uit Fade to grey van Visage. Die brengen ze eerst in eigen beheer uit maar wordt ontdekt door Guerilla Records. Daar brengen ze een jaar later het album Musicians Of The Mind uit. Aan het album werken op de achtergrond ook Jon Pearn en Mike Gray mee, die later Full Intention zullen vormen. Van het album worden diverse singles gehaald. De succesvolste daarvan is Groovy Beat. Ze maken ook enkele remixen voor namen als React 2 Rhythm en Ultra Nate. In 1993 verschijnt de Dance Your Socks Off E.P. (1993) waarop het nummer Here I Go staat. De synthersizermelodie uit dit nummer wordt later nog vaker gesampled. Zo maakt het deel uit van de hit Keep On Dancin (1998) van Perpetual Motion. Na een tweede, minder succesvol, album valt D.O.P. weer uiteen.
Kevin Swain blijft daarna nog solo singles produceren. Zo werkt hij vanaf de late jaren negentig veel samen met producer David Snell en zangeres Antonia Lucas. Onder diverse projectnamen worden daarmee grote hoeveelheden singles uitgebracht.

## Discografie

### Albums
- Musicians Of The Mind (1992)
- Musicians Of The Mind Volume 2 (1993)